# Ujung Pulo Rayeuk
Ujung Pulo Rayeuk is een bestuurslaag in het regentschap Aceh Selatan van de provincie Atjeh, Indonesië. Ujung Pulo Rayeuk telt 878 inwoners (volkstelling 2010).